# Übereinkommen der Vereinten Nationen zur Bekämpfung der Wüstenbildung
Das Übereinkommen der Vereinten Nationen zur Bekämpfung der Wüstenbildung in den von Dürre und/oder Wüstenbildung schwer betroffenen Ländern, insbesondere in Afrika (kurz auch Wüstenkonvention, englisch United Nations Convention to Combat Desertification in those Countries Experiencing Serious Drought and/or Desertification, particularly in Africa, UNCCD) ist ein 1994 in Paris unterschriebenes internationales Umweltabkommen zur Vermeidung und Verhinderung von Desertifikation und Landdegradation.
Die UNCCD ist die einzige globale Konvention, die gemäß der Klassifizierung des Umweltprogramms der Vereinten Nationen (UNEP) dem Cluster der „Land-Konventionen“ zugeordnet werden kann und gehört zusammen mit der Klimarahmenkonvention der Vereinten Nationen und dem Übereinkommen über die biologische Vielfalt zu derjenigen Gruppe von Abkommen, welche wichtige Kernziele der Vereinten Nationen repräsentieren.
Der Konventionstext umfasst 40 Artikel und fünf Anlagen, welche die Umsetzung der Konvention in einen regionalen Kontext stellen. Sinn und Zweck dieses regionalen Fokus ist es, den klimatischen, sozioökonomischen und geografischen Besonderheiten der jeweiligen Region besser gerecht zu werden. Die fünf Regionen sind Afrika (Anlage I), Asien (Anlage II), Lateinamerika und Karibik (Anlage III), Nördlicher Mittelmeerraum (Anlage IV) sowie Mittel- und Osteuropa (Anlage V).
Vorrangiges Ziel der Konvention ist es, in von „Dürre und/oder Wüstenbildung schwer betroffenen Ländern, insbesondere in Afrika, durch wirksame Maßnahmen auf allen Ebenen, die Wüstenbildung zu bekämpfen und die Dürrefolgen zu mildern, um zur Erreichung einer nachhaltigen Entwicklung in den betroffenen Gebieten beizutragen“ (Artikel 2 Abs. 1 UNCCD).

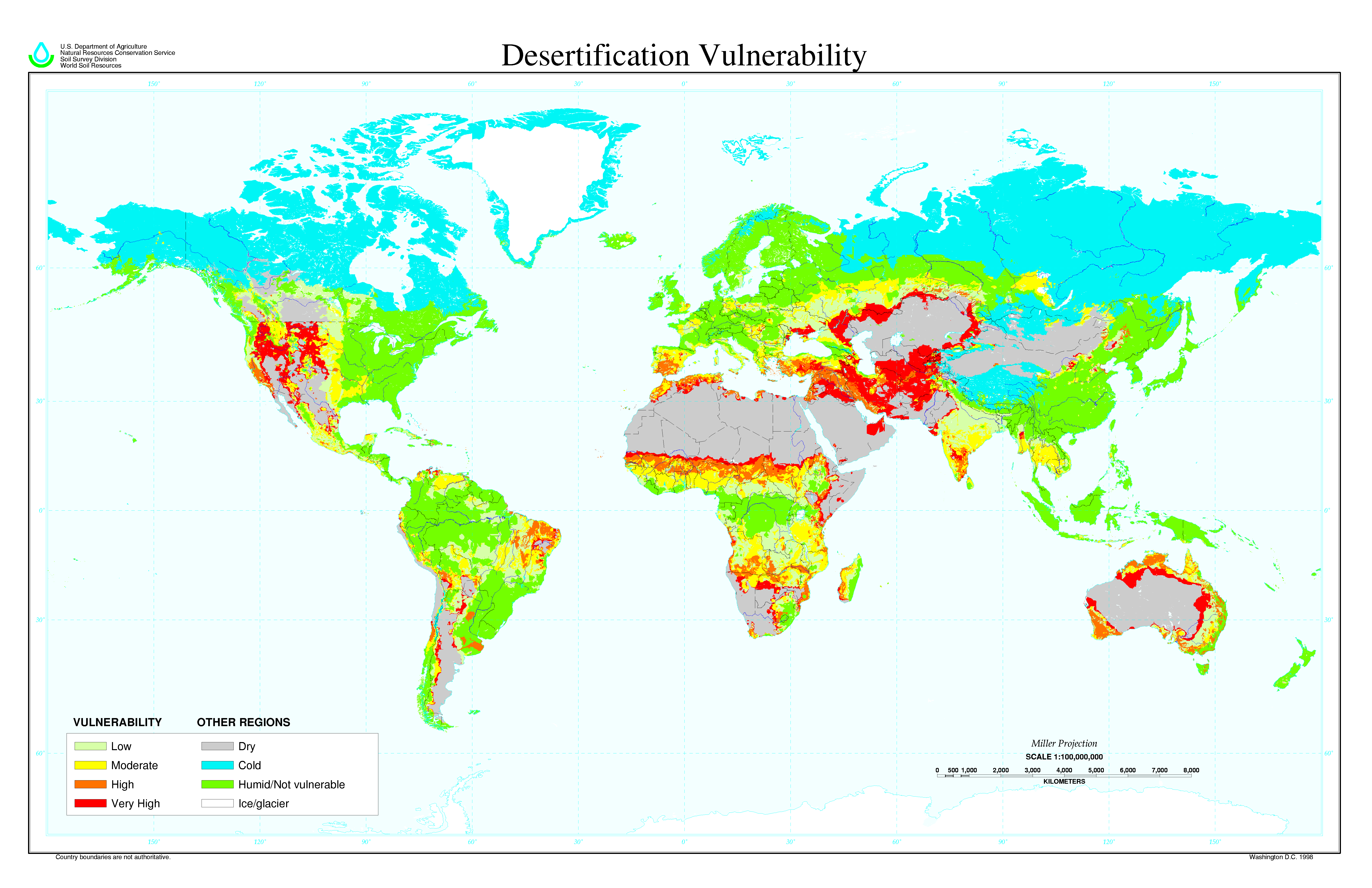
Gefahr der Desertifikation

## Geschichte
Ausgehend von der verheerenden Dürrekatastrophe in der Sahelzone (1968–1973) entschied die Generalversammlung der Vereinten Nationen 1974, das Problem der Desertifikation auf internationaler Ebene anzugehen und zu bearbeiten. Auf Antrag Burkina Fasos beschloss die Generalversammlung im gleichen Jahr die Einberufung einer „Desertifikationskonferenz“ (englisch: United Nations Conference on Desertification UNCOD), die nach einer zweijährigen Vorbereitungsphase unter Schirmherrschaft des Umweltprogramms der Vereinten Nationen 1977 in Nairobi, Kenia abgehalten wurde.

### Der Aktionsplan zur Desertifikationsbekämpfung
Besucht wurde die Konferenz, auf der erstmals das bis dahin verfügbare Wissen über Ursachen und Ausmaß der Desertifikation einem breiten Publikum vorgestellt wurde, von 94 Staaten und 65 Nichtregierungsorganisationen und endete mit der Verabschiedung eines sogenannten Aktionsplans zur Desertifikationsbekämpfung (englisch: Plan of Action to Combat Desertification PACD).
Erklärtes Ziel des PACD war es, das Fortschreiten der Desertifikation einzudämmen beziehungsweise den Desertifikationsprozess auf bereits betroffenen Landflächen umzukehren, um dadurch die Produktivität des Bodens in besonders gefährdeten Regionen zum Wohle der Bewohner dauerhaft sicherzustellen. Dabei bezog sich der PACD, welches bis zum Jahr 2000 vollständig umgesetzt sein sollte, nicht auf bestimmte Klimazonen, sondern auf alle Gebiete, in denen sich Desertifikation ereignete respektive in Zukunft ereignen könnte.
Hauptadressaten des vom PACD vorgeschlagenen Maßnahmenkatalogs, der vor allem auf ein verbessertes System der Landnutzung sowie auf die Verbreiterung der desertifikationsbezogenen Wissensbasis abhob, waren vornehmlich nationale Regierungen. Ihre Aufgabe wäre es gewesen, die Maßnahmenvorschläge des PACD den jeweiligen nationalen Gegebenheiten anzupassen und mit Hilfe nationaler Ressourcen und Institutionen umzusetzen. Verhältnismäßig wenig Augenmerk wurde dagegen auf internationale Zusammenarbeit zur Desertifikationsbekämpfung gelegt. Ein konkreter, die Implementation des PACD unterstützender Finanzierungsplan wurde ebenso nicht aufgenommen.
Letztendlich gilt der PACD als gescheitert, wobei dies neben der ungesicherten Finanzierung und dem marginalen politischen Interesse auch dem unverbindlichen Charakter des PACD geschuldet war. Nicht zu unterschätzen ist allerdings die Tatsache, dass das Scheitern des PACD einen wichtigen Beitrag zur Schaffung der UNCCD legte, da belegt werden konnte, dass erfolgreiche Desertifikationsbekämpfung einen globalen und verbindlichen Rahmen benötigt, um die erforderliche Durchschlagskraft von Anti-Desertifikationsmaßnahmen zu generieren.

### Desertifikationsbekämpfung auf der Rio-Konferenz
Im Zuge der 1992 in Rio de Janeiro abgehaltenen Konferenz der Vereinten Nationen über Umwelt und Entwicklung wurde das Problem der Desertifikation als Teil der Agenda 21 erneut verhandelt. Konnten bei den Konferenzvorverhandlungen über die inhaltlichen Aspekte des die Desertifikation betreffenden Agendakapitels relativ schnell Einigkeit erzielt werden, schieden sich die Meinungen gleichwohl bei der Frage nach der Notwendigkeit einer globalen Desertifikationskonvention. Wurde dies von afrikanischer Seite geschlossen gefordert, standen die „[…] OECD Länder […]“ dieser Idee ablehnend gegenüber. Der Grund dafür kann zum einen darin gesehen werden, dass befürchtet wurde, dass eine weitere Konvention, neben den bereits beschlossenen Konventionen, Klima und Biodiversität, zusätzliche Finanzmittel benötigen würde, die man nicht ohne weiteres gewillt war aufzubringen, und zum anderen wurde das Problem der Desertifikation nicht als globale, sondern lokale bestenfalls regionale Angelegenheit betrachtet.
Vorläufig gelöst werden konnte diese Diskrepanz erst auf der Konferenz in Rio de Janeiro selbst. Nach schwierigen Verhandlungen und der Ankündigung der Gruppe der 77 inklusive China (G77), der Agenda 21 nur dann zuzustimmen, wenn die Industrieländer ihrerseits die Errichtung einer Konvention zur Desertifikationsbekämpfung billigen würden, lenkten zunächst die USA und später die Europäische Gemeinschaft ein. Niedergelegt ist dieses Verhandlungsergebnis in der Agenda 21 in Kapitel 12 § 12.40, in dem es heißt:

„Die Generalversammlung soll auf ihrer 47. Tagung ersucht werden, unter ihrer Schirmherrschaft einen zwischenstaatlichen Verhandlungsausschuss einzurichten; dieser soll ein internationales Übereinkommen zur Bekämpfung der Desertifikation in den von schweren Dürre- und/oder Desertifikationsproblemen heimgesuchten Ländern, insbesondere in Afrika, ausarbeiten, das bis Juni 1994 fertiggestellt sein soll.“

Wie von der Agenda 21 empfohlen, beschloss die Generalversammlung der Vereinten Nationen Ende 1992 auf ihrer 47. Tagung die Einberufung eines internationalen Verhandlungsgremiums (englisch: Intergovernmental Negotiating Committee) mit dem Ziel eine Konvention zur Desertifikationsbekämpfung auszuarbeiten.

### Verhandlung der Konvention
Am 17. Juni 1994 wurde die Konvention der Vereinten Nationen zur Bekämpfung der Desertifikation in den von Dürre und/oder Desertifikation schwer betroffenen Ländern, insbesondere in Afrika (englisch: United Nations Convention to Combat Desertification in those countries experiencing serious Drought and/ or Desertification, particularly in Africa  UNCCD) in Paris angenommen. Dem vorausgegangen waren insgesamt fünf intensive Verhandlungsrunden. Neben der Frage nach dem Für und Wider einer prioritären Rolle Afrikas unter der Konvention erwiesen sich besonders die Verhandlungen um die finanzielle Ausstattung der Konvention als konfliktbeladen. Während die G77-Länder einen eigenständigen Fonds, ähnlich der Globalen Umweltfazilität, zur Finanzierung der Desertifikationsbekämpfung favorisierten, lehnten die OECD-Staaten, insbesondere die EU-Länder diese Lösung ab. Maßnahmen zur Desertifikationsbekämpfung sollten nicht durch neue zusätzliche Mittel bestritten werden, sondern die zur Verfügung stehenden Gelder, wie beispielsweise Entwicklungshilfegelder sollten effizienter genutzt und durch eine verbesserte Koordination der Geberländer effektiver verteilt werden. Der gefundene Kompromiss, niedergelegt in Artikel 20 und 21 der Konvention, spiegelt diese Position wider. Zwar verpflichten sich die Vertragsstaaten in Artikel 20 Abs. 2 lit. a der Konvention, „erhebliche Mittel“ zur Finanzierung von Programmen zur Desertifikationsbekämpfung aufzubringen, dennoch liegt der eigentliche Fokus der Artikel 20 und 21 darauf, dass die Mobilisierung von Mitteln vorrangig durch eine verbesserte Koordinierung zwischen Geberländern Entwicklungsländern sowie zwischenstaatlichen und nichtstaatlichen Organisationen erbracht werden soll (Artikel 20 Abs. 4 i. V. m. Artikel 14 Abs. 2 und Artikel 20 Abs. 5 lit. a UNCCD). Um dieses Verfahren zu organisieren und durchzuführen, einigten sich die verhandelnden Staaten auf einen sogenannten Globalen Mechanismus (GM), der gemäß der beschrieben Konzeption nicht über eigene Finanzmittel verfügt, sondern primär die Aufgabe hat, zur „Erhöhung der Wirksamkeit und der Leistungsfähigkeit bestehender Finanzierungsmechanismen“ (Artikel 21 Abs. 3 UNCCD) beizutragen.
Im Oktober 1994 wurde die Konvention in Paris zur Unterzeichnung aufgelegt. Nach der Ratifizierung durch den fünfzigsten Staat trat das Abkommen am 26. Dezember 1996 in Kraft. Die erste Vertragsstaatenkonferenz der UNCCD, die zugleich das Ende der sogenannten Interimsperiode markierte, fand vom 26. September bis 10. Oktober 1997 in Rom statt. Bisher (Stand 2024) kam die COP 16 Mal zusammen, zuletzt zur COP-16 in Riad, Saudi-Arabien.

### Jüngste Entwicklungen
Auf der achten Vertragsstaatenkonferenz (COP 8) 2007 beschlossen die Mitgliedsstaaten, mit der Verabschiedung der 10-Jahres-Strategie zur Verbesserung der Konventionsumsetzung eine umfassende Reform der UNCCD. Auslöser dieser Reformbestrebungen war eine zunehmende Unzufriedenheit der Vertragsstaaten sowohl mit der schleppenden Konventionsumsetzung als auch mit der teilweise als intransparent empfundenen Arbeitsweise der UNCCD-Institutionen. Bemängelt wurde außerdem das Fehlen klarer, langfristig angelegter und nachprüfbarer Zielvorgaben und Prioritäten.
Seit 2008 befindet sich die Konvention aufgrund der 2007 beschlossenen 10-Jahres-Strategie in einer intensiven Phase der Restrukturierung, deren Ziel es ist, die Konvention, ihre Institutionen und Instrumente auf die Zielvorgaben der Strategie auszurichten.
Eine erste Analyse, ob die Umsetzung der in der neuen Strategie genannten Ziele erfolgreich angelaufen ist, war Gegenstand der neunten Sitzung des Komitees für die Überprüfung der Umsetzung der Konvention (englisch: Committee for the Review of the Implementation of the Convention CRIC), die im Februar 2011 in Bonn stattfand. Die Ergebnisse dieses Reviewprozesses, des ersten nach der Annahme der 10-Jahres-Strategie, scheinen – zumindest was das Kerninstrument der Konvention, die Nationalen Aktionsprogramme (englisch: National Action Programme) betrifft – enttäuschend. Lediglich zwei Vertragsstaaten konnten die Anpassung ihrer nationalen Desertifikationsbekämpfungsmaßnahmen an die Ziele der neuen Strategie bestätigen.
Für die jüngsten Entwicklungen innerhalb der UNCCD hat die Konvention einen Twitter- und Facebook-Account eingerichtet.

## Terminologie der Konvention
Wie alle unter den Vereinten Nationen ausgearbeiteten Abkommen bedient sich auch die UNCCD einer ganz eigenen, speziellen Terminologie, die häufig sperrig formuliert ist und sich entweder nicht auf den ersten Blick erschließen lässt oder aber ein gewisses naturwissenschaftliches Vorverständnis voraussetzt.
Das Konzept beziehungsweise der Begriff der Desertifikation kann auf eine lange Begriffsgeschichte zurückblicken. Als allgemein verbindlich hat sich die in der Konvention formulierte Definition der Desertifikation etabliert. So definiert die Konvention Desertifikation als „Landverödung in ariden, semiariden und trockenen subhumiden Gebiete infolge verschiedener Faktoren, einschließlich Klimaschwankungen und menschlicher Tätigkeiten“ (Artikel 1 lit. a UNCCD).
Dem folgend meint Landverödung oder Landdegradation „die Verringerung oder den Verlust der biologischen oder wirtschaftlichen Produktivität und der Vielseitigkeit von natürlich oder künstlich bewässerten Anbauflächen oder von Wiesen und Weideland, forstwirtschaftlich genutzten Flächen und Wäldern in ariden, semiariden und trockenen subhumiden Gebieten infolge der Nutzung des Landes oder infolge eines einzelnen oder mehrerer miteinander verknüpfter Prozesse einschließlich solcher, die sich aus menschlichen Tätigkeiten und Siedlungsmustern ergeben, wie
- durch Wind und/oder Wasser verursachte Bodenerosion,
- die Verschlechterung der physikalischen, chemischen und biologischen oder wirtschaftlichen Eigenschaften des Bodens,
- das Verschwinden des natürlichen Pflanzenbestands auf lange Sicht“ (Artikel 1 lit. f UNCCD).

Vereinfacht gesagt, vermindert und/oder zerstört Desertifikation bzw. Landdegradation die Produktivität und Widerstandskraft des Bodens. In letzter Konsequenz können die von Desertifikation betroffenen Böden weder ihre zahlreichen biologischen Regelungsfunktionen, wie beispielsweise die „[…] Ausfilterung von Stoffen aus dem Niederschlags-, Sicker- und Grundwasser […] oder die Detoxifikation von Schadstoffen“, wahrnehmen, noch für landwirtschaftliche Zwecke genutzt werden. Aus streng naturwissenschaftlicher Perspektive ist die Gleichsetzung von Desertifikation und Landdegradation, wie in der Konventionsdefinition vorgenommen, nicht unproblematisch. Desertifikation und Landdegradation haben sowohl einen unterschiedlichen geographischen Zielraum als auch einen unterschiedlichen Zeitablauf. Während der Begriff Desertifikation explizit auf Trockengebiete begrenzt ist und ausdrückt, dass der Boden langfristig irreparabel beschädigt ist, wird der Begriff Landdegradation auch für kurzzeitig auftretende Verödungserscheinungen benutzt, die in jeder Klimaregion stattfinden können.
Die Ursachen von Desertifikation sind komplex und bis heute nicht vollends geklärt. Der Konventionstext spricht von verschiedenen Faktoren, einschließlich klimatischer und von Menschen verursachter Faktoren.
Insgesamt ist die offizielle Begriffsdefinition der Desertifikation sehr offen und weit gefasst. Theoretisch kann damit jede Ursache für und jede Form von Bodenverschlechterung unter die Definition der Konvention subsumiert werden. Diese Offenheit bringt Vor- und Nachteile mit sich. Ein Vorteil ist, dass damit dem komplexen Prozess der Desertifikation besser Rechnung getragen werden kann. Auf der anderen Seite besteht die Gefahr der Beliebigkeit und fehlender Fokussierung.
Die Konvention bezieht sich ausschließlich auf aride, semiaride und trocken subhumide Gebiete. Aride, semiaride und trocken subhumide Gebiete sind „Gebiete außer polaren und subpolaren Regionen, in denen das Verhältnis der jährlichen Niederschlagsmenge zur möglichen Evapotranspiration im Bereich von 0,05 bis 0,65 liegt“ (Artikel 1 lit. g UNCCD).
Allgemein kennzeichnet der Begriff Aridität die Trockenheit eines Gebietes. Aride Regionen zeichnen sich dadurch aus, dass im langjährigen Mittel theoretisch mehr Wasser verdunsten kann als tatsächlich an Niederschlag fällt. Sie sind demnach wasserarme Gebiete. Oftmals wird im Zusammenhang mit ariden, semiariden und trockene subhumiden Gebieten auch der Begriff Trockengebiete benutzt. Beachtet werden sollte dabei jedoch, dass zu Trockengebieten auch die hyperariden Gebiete, also die wirklichen Wüsten, zählen. Diese werden allerdings von der Konvention nicht berücksichtigt. Das ausschlaggebende Kriterium für die Bestimmung von ariden, semiariden und trockenen subhumiden Gebieten im Sinne der Konvention ist, dass das Verhältnis von Niederschlagsmenge und Evapotranspiration den Bereich von 0,05 nicht unterschreitet. Dargestellt werden kann dies mit dem sogenannten Aridity Index.
Von der Aridität grundsätzlich zu unterscheiden ist das Phänomen der Dürre. Artikel 1 lit. c der Konvention beschreibt die Dürre als eine „natürlich vorkommende Erscheinung, die gegeben ist, wenn der Niederschlag erheblich unter den üblichen verzeichneten Mengen gelegen hat, wodurch ernste hydrologische Ungleichgewichte entstanden sind, die sich nachteilig auf Produktionssysteme auswirken, die sich auf die Ressourcen des Landes gründen“. Im Gegensatz zu Aridität ist die Dürre ein episodisches Kurzzeitphänomen, das nicht auf aride Gebiete beschränkt werden kann, vielmehr überall auftreten kann. Allerdings sind aride Gebiete wegen ihrer variablen Klimabedingungen und der knappen Wasserressourcen anfälliger für das Auftreten von Dürreperioden.
Bei der Bekämpfung der Wüstenbildung geht es nicht darum, die Wüsten fruchtbar zu machen, sondern um Maßnahmen „zur umweltschonenden, nachhaltigen Bewirtschaftung generell menschlich nutzbarer Landressourcen“. Dementsprechend umfasst die Desertifikationsbekämpfung gemäß der Konvention „Tätigkeiten, die zur integrierten Erschließung des Landes in ariden, semiariden und trockenen subhumiden Gebieten im Hinblick auf eine nachhaltige Entwicklung gehören und folgende Ziele haben:
- Verhütung und/oder Verringerung der Landverödung,
- Sanierung teilweise verödeten Landes,
- Wiedernutzbarmachung des durch Wüstenbildung geschädigten Landes“ (Artikel 1 lit. b UNCCD).

Als betroffene Gebiete definiert die Konvention „aride, semiaride und/oder trockene subhumide Gebiete, die von Wüstenbildung betroffen oder bedroht sind“ (Artikel 1 lit. h UNCCD). Betroffene Länder sind dementsprechend „Länder, deren Land ganz oder teilweise aus betroffenen Gebieten besteht“ (Artikel 1 lit. i UNCCD).

## Ziel und Instrumente der Konvention

### Ziele
Das Ziel der Konvention der Vereinten Nationen zur Bekämpfung der Desertifikation (UNCCD) sind in Artikel 2 des Übereinkommens beschrieben:

„Ziel dieses Übereinkommens ist es, in von Dürre und/oder Wüstenbildung schwer betroffenen Ländern, insbesondere Afrika, durch wirksame Maßnahmen auf allen Ebenen, die durch internationale Vereinbarungen über Zusammenarbeit und Partnerschaft unterstützt werden, im Rahmen einer, mit der Agenda 21 im Einklang stehenden, integrierten Vorgehensweise die Wüstenbildung zu bekämpfen und die Dürrefolgen zu mildern, um zur Erleichterung einer nachhaltigen Entwicklung in betroffenen Gebieten beizutragen.
Die Verwirklichung dieses Zieles setzt langfristige, integrierte Strategien voraus, die sich in den betroffenen Gebieten gleichzeitig auf eine Verbesserung der Produktivität des Landes und die Wiedernutzbarmachung, Erhaltung und nachhaltige Bewirtschaftung von Land- und Wasserressourcen konzentrieren, sowie insbesondere auf der Ebene der Gemeinschaften zu besseren Lebensbedingungen führen.“

Grundsätzlich sind die Ziele der UNCCD mit denen der vorangegangenen Bemühungen zur Desertifikationsbekämpfung vergleichbar, wobei die UNCCD allerdings eine wichtige Neuerung einbringt. Nicht nur die Symptome von Degradationsprozessen, sondern gerade auch die der Desertifikation zugrundeliegenden sozio-ökonomischen Ursachen, wie beispielsweise Armut müssen bei der Desertifikationsbekämpfung mit bedacht werden. Insofern misst die Konvention dem Paradigma der nachhaltigen Entwicklung eine besondere Bedeutung zu und kennzeichnet die UNCCD damit explizit als der Agenda 21 und dem Rio-Prozess zugehörig. Konzeptionell, und das war das Novum der 1994 verabschiedeten Konvention, oszilliert die UNCCD zwischen den Schwerpunkten Umwelt und Entwicklung und bietet damit eine Vielzahl von Ankerpunkten für eine strategische Desertifikationsbekämpfung. Gemäß dem in Artikel 2 Abs. 4 formulierten Leitbild der „integrierte[n] Strategien“ sollen nationale Politiken z. B. in den Bereichen Umwelt-, Wirtschafts-, Entwicklungs-, Fiskalpolitik in den für die Desertifikationsbekämpfung relevanten Punkten analysiert und miteinander verzahnt werden, um so eine kohärente und effektive Desertifikationsbekämpfung bewerkstelligen zu können.
Liegt in der Verknüpfung von entwicklungs- und umweltpolitischen Aspekten einerseits die Innovation der UNCCD, ist sie anderseits auch deren Stolperstein, insbesondere was die Umsetzung der Konvention angeht. In der Praxis wird die UNCCD je nach Präferenz entweder als Umweltkonvention oder Entwicklungskonvention oder Mischkonvention wahrgenommen, was jedoch oftmals zu einer Zersplitterung der anspruchsvollen Zielsetzung führt. Fernerhin – und das gilt im Allgemeinen für multidisziplinäre Herangehensweisen – stellen diese hohe Ansprüche an Koordinations- und Kooperationskapazitäten, die im Falle der UNCCD nicht gegeben sind bzw. erst entwickelt werden müssen. Eine weitere Erschwernis ist schließlich, dass trotz aller theoretischen wie praktischen Gemeinsamkeiten zwischen Umweltdegradation und Unterentwicklung die damit betrauten Organisationen, Ministerien oder Forschungseinrichtungen jeweils unterschiedliche Ansätze, Methoden und Diskurse verfolgen und eine direkte Anschlussfähigkeit dieser verschiedenen Systeme nicht per se gegeben ist.
Nicht zuletzt diese Problematiken führten in der Folge zu dem Versuch die strategische Zielausrichtung der UNCCD durch die Erarbeitung einer neuen Strategie zu konkretisieren. Die 10-Jahres Strategie zur Verbesserung der Umsetzung der Konvention (englisch: Ten-year strategic plan and framework to enhance the implementation of the Convention), die 2007 von den Vertragsstaaten angenommen wurde, reformuliert und reorganisiert die durch die UNCCD im Zeitraum von 2008 bis 2018 zu erreichenden Ziele durch:
- erstens eine Zukunftsvision,
- zweitens durch langfristig umzusetzende strategischen Ziele und
- drittens durch die Benennung von mittelfristig zu realisierenden operativen Zielen

Danach soll folgende Vision die Akteure bei der Umsetzung der UNCCD anleiten:
Aufbau einer globalen Partnerschaft mit dem Ziel Desertifikation und Landdegradation, als auch die Effekte von Trockenheit und Dürre in den betroffenen Gebieten zu verhindern bzw. abzumildern um so zur Reduzierung von Armut als auch zu ökologischer Nachhaltigkeit beizutragen.
Um diese Zukunftsvision zu erreichen, sollen folgende strategischen Ziele umgesetzt werden:
- Verbesserung der Lebensbedingungen der betroffenen Bevölkerung
- Verbesserung des Zustandes der betroffenen Ökosysteme
- Erzeugung eines globalen Nutzen durch eine wirksame Konventionsumsetzung
- Mobilisierung von Ressourcen durch den Aufbau von Partnerschaften zwischen nationalen und internationalen Akteuren zur Unterstützung der Konventionsumsetzung

Mittelfristig sollen sowohl Vision als auch strategische Ziele durch folgende operative Ziele erreicht werden:
- Wirkungsvolle Aufklärungs- und Bildungsarbeit
- Herstellung bzw. Erarbeitung von überzeugenden politischen Rahmenbedingungen und -richtlinien zur Desertifikationsbekämpfung
- Erarbeitung von wissenschaftlichem Basiswissen über Desertifikationsprozesse
- Kapazitätenaufbau
- Finanz- und Technologietransfer

### Instrumente
Das Kernelement zur Umsetzung der UNCCD sind die Nationalen Aktionsprogramme (NAP). Der Zweck der „nationalen Aktionsprogramme“ ist nach Artikel 10 der UNCCD „die Faktoren, die zur Wüstenbildung beitragen, sowie praktische Maßnahmen, die zur Bekämpfung der Wüstenbildung und zur Milderung von Dürrefolgen notwendig sind, zu bestimmen. Die nationalen Aktionsprogramme legen die jeweilige Rolle des Staates, der örtlichen Gemeinschaften und der Landnutzer, sowie die verfügbaren und benötigten Mittel im einzelnen fest“.
In Artikel 14 der Konvention wird die Ausarbeitung und Durchführung dieser Aktionsprogramme erklärt:

„Die Vertragsparteien arbeiten bei der Ausarbeitung und Durchführung von Aktionsprogrammen unmittelbar und über einschlägige zwischenstaatliche Organisationen eng zusammen. Die Vertragsparteien entwickeln insbesondere auf nationaler Ebene und vor Ort operationelle Mechanismen mit dem Ziel, eine möglichst umfassende Koordinierung zwischen Vertragsparteien, die entwickelte Länder sind, Vertragsparteien, die Entwicklungsländer sind, sowie einschlägig zwischenstaatlichen und nichtstaatlichen Organisationen, zu gewährleisten, um Doppelarbeit zu vermeiden, ihre Schritte aufeinander abzustimmen und die Hilfe so wirkungsvoll wie möglich zu gestalten.“

Die Durchführung der Konvention, also das Erreichen der oben genannten Ziele betrifft vor allem Afrika. Unter Berücksichtigung der besonderen Lage der afrikanischen Länder, in den von Desertifikation und Dürre bedrohten Regionen, wird ihnen Vorrang bei der Durchführung der Konvention gewährt, was aber nicht heißt, dass andere betroffene Entwicklungsländer, in anderen Regionen vernachlässigt werden (Artikel 7 UNCCD).
Die Umsetzung der eigentlichen Projekte, zur Desertifikationsbekämpfung und Milderung von Dürrefolgen, die in den NAPs geplant wurden, erfolgt nicht durch die UNCCD selber. Die Projekte werden von u. a. internationalen Organisationenen oder Nichtregierungsorganisationen begleitet oder von den Staaten selber auf nationaler Ebene durchgeführt. Neben den nationalen Aktionsprogrammen gibt es außerdem noch die sog. subregionalen und regionalen Aktionsprogramme. Subregionale und regionale Aktionsprogramme werden von betroffenen Ländern untereinander, in Übereinstimmung mit den entsprechenden Anlagen über die regionale Durchführung, ausgearbeitet, damit die nationalen Aktionsprogramme (NAP) aufeinander abgestimmt, ergänzt und wirksamer gemacht werden (Artikel 11 UNCCD).

## Mitgliedsstaaten der Konvention

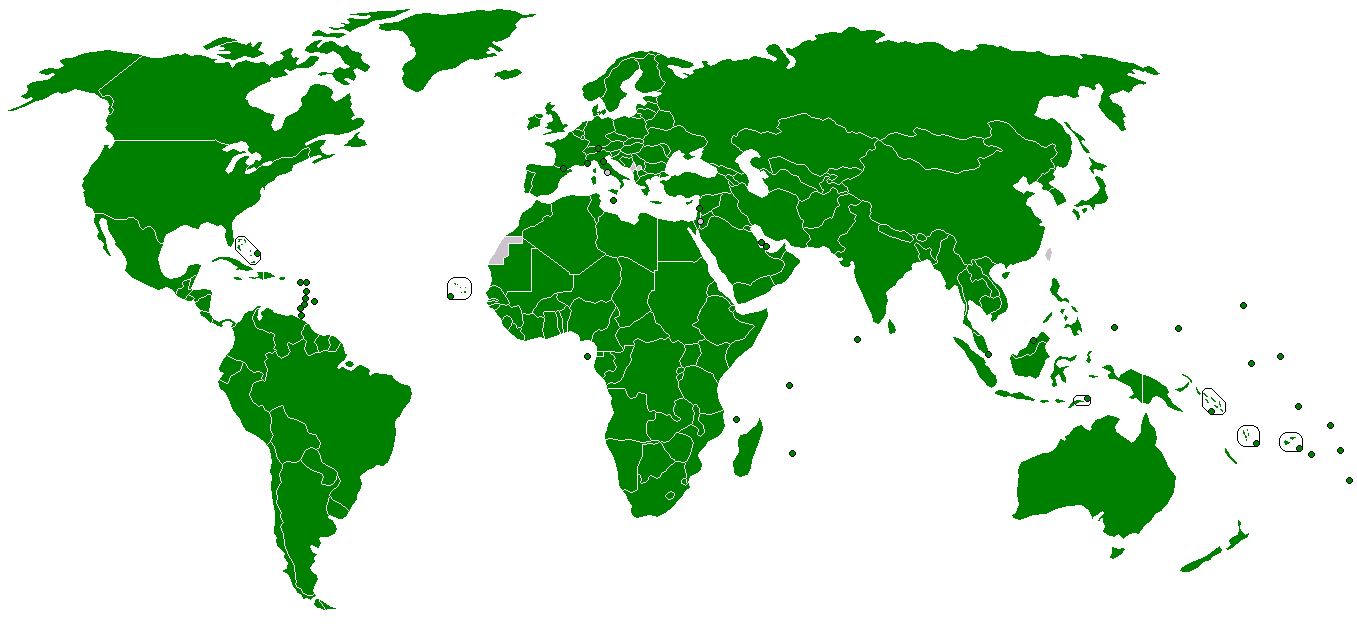
Karte der Mitgliedstaaten. Grün eingezeichnet sind die Mitzeichnenden. Nicht Mitzeichnende sind grau.

Die 194 Staaten, die die Konvention ratifiziert haben, sind:
Afghanistan, Ägypten, Äquatorial-Guinea, Äthiopien, Albanien, Algerien, Andorra, Angola, Antigua und Barbuda, Argentinien, Armenien, Australien, Aserbaidschan, Bahamas, Bahrain, Bangladesch, Barbados, Belarus, Belgien, Belize, Benin, Bhutan, Bolivien, Bosnien und Herzegowina, Botswana, Brasilien, Brunei, Bulgarien, Burkina Faso, Burundi, Chile, Volksrepublik China, Cookinseln, Costa Rica, Dänemark, Deutschland, Dschibuti, Dominica, Dominikanische Republik, Ecuador, El Salvador, Elfenbeinküste, Eritrea, Estland, Eswatini, Fidschi, Finnland, Frankreich, Gabun, Gambia, Georgien, Ghana, Grenada, Griechenland, Vereinigtes Königreich, Guatemala, Guinea, Guinea-Bissau, Guyana, Haiti, Honduras, Indien, Indonesien, Irak, Iran, Irland, Island, Israel, Italien, Jamaika, Japan, Jemen, Jordanien, Kambodscha, Kamerun, Kanada, Kap Verde, Kasachstan, Katar, Kenia, Kirgistan, Kiribati, Kolumbien, Demokratische Republik Kongo, Republik Kongo, Komoren, Kroatien, Kuba, Kuwait, Laos, Lesotho, Lettland, Libanon, Liberia, Libyen, Liechtenstein, Litauen, Luxemburg, Madagaskar, Nordmazedonien, Malawi, Malaysia, Malediven, Mali, Malta, Marokko, Marshallinseln, Mauretanien, Mauritius, Mexiko, Myanmar, Föderierte Staaten von Mikronesien, Moldau, Monaco, Mongolei, Montenegro, Mosambik, Namibia, Nauru, Nepal, Neuseeland, Niederlande, Niger, Nigeria, Nicaragua, Niue, Nordkorea, Norwegen, Österreich, Oman, Osttimor, Pakistan, Palau, Panama, Papua-Neuguinea, Paraguay, Peru, Philippinen, Polen, Portugal, Ruanda, Rumänien, Russland, Saint Kitts und Nevis, Saint Lucia, Saint Vincent und die Grenadinen, Sambia, Samoa, San Marino, São Tomé und Príncipe, Saudi-Arabien, Schweden, Schweiz, Senegal, Serbien, Seychellen, Sierra Leone, Simbabwe, Singapur, Slowakei, Slowenien, Salomonen, Somalia, Spanien, Sri Lanka, Sudan, Südafrika, Südkorea, Surinam, Syrien, Tadschikistan, Tansania, Thailand, Togo, Tonga, Trinidad und Tobago, Tschad, Tschechien, Türkei, Tunesien, Turkmenistan, Tuvalu, Uganda, Ukraine, Ungarn, Uruguay, Usbekistan, Vanuatu, Venezuela, Vereinigte Arabische Emirate, Vereinigte Staaten von Amerika, Vietnam, Zentralafrikanische Republik, Zypern sowie die Europäische Union.
Nichtmitgliedsstaaten sind die Vatikanstadt und weitere noch nicht anerkannte Staaten.
Am 28. März 2013 teilte Kanada seinen Rücktritt von dem Übereinkommen offiziell dem UNO-Generalsekretär mit, dieser Rücktritt wurde ein Jahr nach dem Eingang der Rücktrittsnotifikation wirksam. Im Dezember 2016 trat Kanada der Konvention wieder bei, was am 21. März 2017 wirksam wurde.

## Institutionen der Konvention

### Konferenz der Vertragsparteien (COP)
Die Konferenz der Vertragsparteien wurde mit Artikel 22 der Konvention eingesetzt. Demnach bildet die COP das oberste Gremium des Übereinkommens. Im Rahmen ihres Auftrages fasst sie Beschlüsse, die notwendig sind, um die wirksame Durchführung des Übereinkommens zu fördern. An ihr nehmen alle die Staaten teil, die die Konvention ratifiziert haben; der Vatikan entsendet einen Beobachter.
Die Konferenz der Vertragsparteien fand die ersten vier Male jährlich, seitdem im Zweijahresrhythmus statt.
Aufgaben der Konferenz der Vertragsparteien
Die Konferenz überprüft regelmäßig die Durchführung des Übereinkommens und die Wirksamkeit der institutionellen Regelungen. Sie fördert und erleichtert den Austausch von Informationen zwischen den Vertragsparteien, überprüft die Berichte der Länder zum Fortschritt der Umsetzung der Konvention und gibt Empfehlungen dazu ab.
Außerdem kann die Konferenz Nebenorgane einsetzen, die sie, für die Durchführung des Übereinkommens, für notwendig erachtet und ihnen Richtlinien vorgeben.
Weiterhin muss die Konferenz selber ein Programm und einen Haushalt für ihre Tätigkeiten genehmigen und sich um die Mitarbeit zuständiger nationaler, oder internationaler, zwischenstaatlicher, oder nichtstaatlicher Stellen kümmern, um deren Dienste und Informationen benutzen zu können (Artikel 22 UNCCD).

### Komitee für die Überprüfung der Umsetzung der Konvention (CRIC)
2001 wurde, in der ersten Entscheidung zur UNCCD, in der fünften Sitzung der Konferenz der Vertragsparteien in Genf entschieden, ein „Komitee für die Überprüfung der Umsetzung der Konvention“ (CRIC), als Nebenorgan der COP einzusetzen. Sie soll der Konferenz der Vertragsparteien durch regelmäßiges Bewerten der Umsetzung der Konvention assistieren.
Die Aufgaben der CRIC wurden wie folgt dargelegt:
- Bestimmen von bewährten Methoden bei der Umsetzung der Konvention.
- Die Umsetzung „der Strategie“ beurteilen.
- Beurteilen, inwiefern die Vertragsparteien zur Durchführung der Konvention beitragen.
- Ihre eigene Leistung und Effektivität abschätzen und überprüfen.[45]

### Ständiges Sekretariat
Das Übereinkommen setzte mit Artikel 23 der Konvention zur Bekämpfung der Desertifikation ein ständiges Sekretariat ein.
Das Sekretariat hat folgende Aufgaben:
- Es veranstaltet die Tagungen der Konferenz der Vertragsparteien und der Nebenorgane.
- Es stellt die ihm vorgelegten Zustandsberichte der Länder zusammen und leitet sie weiter.
- Es unterstützt die Vertragsparteien, die betroffene Entwicklungsländer sind, bei der Zusammenstellung und Weiterleitung der für die COP erforderlichen Informationen.
- Es koordiniert seine Tätigkeiten mit den Sekretariaten anderer Übereinkünfte und internationaler, zwischenstaatlicher Stellen
- Es muss einen Bericht über seine Tätigkeiten im Rahmen des Übereinkommens der COP vorlegen und nimmt von ihr weitere Aufgaben an.

Die UNCCD verfügt seit der Konferenz in Rom (COP-1) im Jahre 1997 über ein ständiges Sekretariat, das seit Januar 1999 seinen Sitz in Bonn hat. Hier war das Sekretariat zunächst in Haus Carstanjen untergebracht, im Juli 2006 zog es um auf den Bonner UN Campus. 194 Staaten gehörten der Konvention im März 2011 an.

#### Exekutivdirektoren
- 1997–2007 Hama Arba Diallo  Burkina Faso
- 2007–2013 Luc Gnacadja  Benin
- 2013–2019 Monique Barbut  Frankreich
- seit 2019 Ibrahim Thiaw  Mauretanien[48]

### Ausschuss für Wissenschaft und Technologie (CST)
Der Ausschuss für Wissenschaft und Technologie wurde in Artikel 24 der Konvention der Vereinten Nation zur Bekämpfung der Desertifikation als Nebenorgan der Konferenz der Vertragsparteien eingesetzt.
Er setzt sich aus Regierungsvertretern zusammen, die auf ihrem jeweiligen Zuständigkeitsgebiet fachlich befähigt sind. Der Ausschuss tritt in Verbindung mit den ordentlichen Tagungen der COP zusammen, ist fächerübergreifend und steht allen Vertragsparteien zur Teilnahme offen. Außerdem wird eine Liste unabhängiger Sachverständiger, mit Fachkenntnissen und Erfahrungen in den einschlägigen Bereichen, von der COP geführt. Diese Sachverständigen können in den Ausschuss und/oder in s.g. Ad-hoc-Gruppen berufen werden. Die Ad-hoc-Gruppen lassen der COP, durch den Ausschuss, Informationen und Gutachten im Bezug auf eine konkrete Frage zukommen. Der Aufgabenbereich des Ausschusses wird von der Konferenz der Vertragsparteien festgelegt:
Der Ausschuss für Wissenschaft und Technologie soll der Konferenz der Vertragsparteien Informationen und Gutachten zu wissenschaftlichen und technologischen Fragen im Zusammenhang mit der Bekämpfung der Wüstenbildung und der Milderung von Dürrefolgen zur Verfügung stellen (Artikel 24 UNCCD).

### Globale Umweltfazilität (GEF)
Die Abteilung für globale Umweltfazilität (GEF) hat 182 Mitgliedsstaaten – in Partnerschaft mit internationalen Institutionen, Nichtregierungsorganisationen und dem privaten Sektor –, um Umweltthemen weltweit anzusprechen. Als ein unabhängiges Finanzunternehmen gewährt die GEF Entwicklungsländern und Schwellenländern Kredite für Projekte, die im Bezug zu Biodiversität, Klimawandel, Wasser, Landverödung, der Ozonschicht und organischen Verschmutzungen stehen. Diese Projekte sollen der Umwelt zugutekommen und einen nachhaltigen Lebensstil fördern.
Die GEF dient als finanzieller Mechanismus u. a. für die UNCCD.

### Global Mechanism (GM)

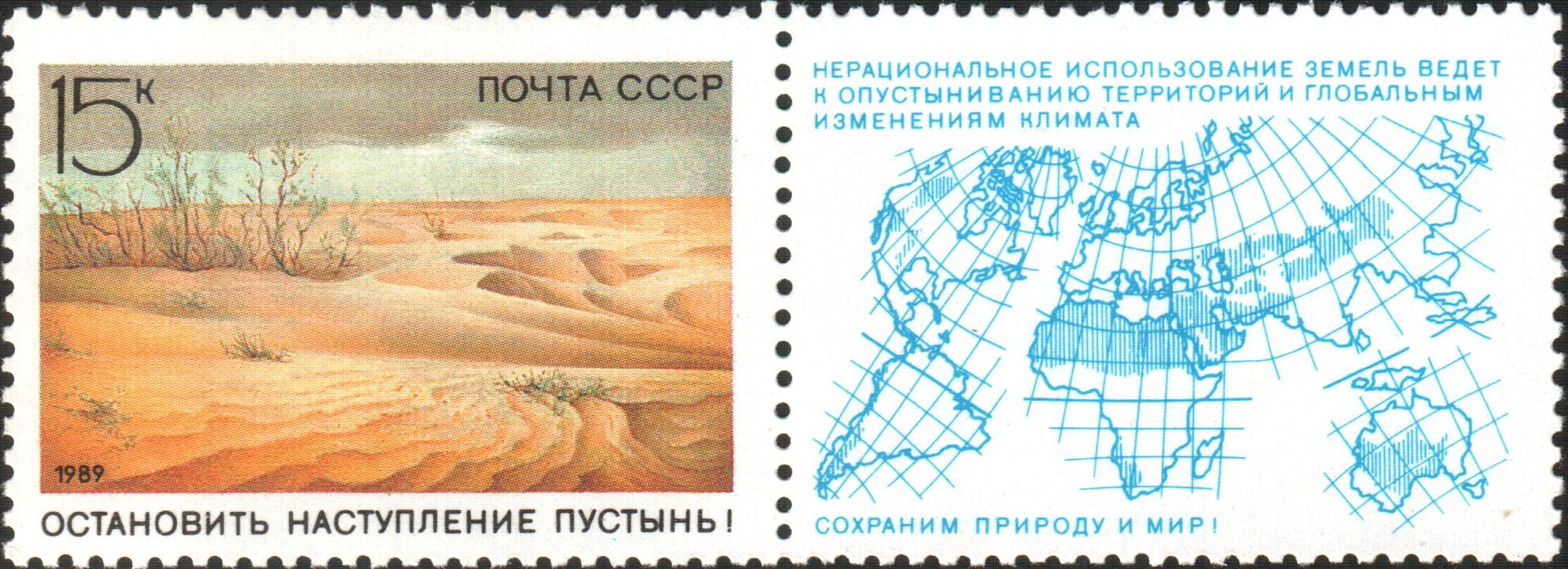
Eine Briefmarke der UdSSR (1989) mit einer Kampagne zur Bekämpfung der Desertifikation. (Wüstenbildung)

Der Global Mechanism wurde gemäß Artikel 21 Abs. 4 eingerichtet, um die Wirksamkeit und Leistungsfähigkeit bestehender Finanzierungsmechanismen zu erhöhen und um die Förderung von Maßnahmen, die dazu führen, dass erhebliche finanzielle Mittel, auch für die Weitergabe von Technologie, in Form unentgeltlicher Zuschüsse und/oder zu Vorzugs- oder anderen Bedingungen aufgebracht und den Vertragsparteien, die betroffene Entwicklungsländer sind, zugeleitet werden. Dieser Global Mechanism arbeitet unter Aufsicht und Leitung der Konferenz der Vertragsparteien und ist diesen gegenüber verantwortlich. Anfang 2005 wurde Christian Mersmann (Deutschland) zum neuen Managing Director ernannt.
Außerdem gibt es eine Organisation als Rahmenstruktur des Global Mechanism. Diese soll u. a. die Vertragsparteien hinsichtlich innovativer Finanzierungsmethoden und Quellen finanzieller Unterstützung beraten, interessierten Vertragsparteien und Organisationen Informationen über mögliche Finanzierungsquellen und -arten zur Verfügung stellen und die Koordinierung zwischen ihnen erleichtern (Artikel 21 UNCCD).

## Übersicht über die Konferenzen der Konvention

### Konferenzen der Vertragsparteien
- COP-1: Rom, Italien, 1997
- COP-2: Dakar, Senegal, 1998
- COP-3: Recife, Brasilien, 1999
- COP-4: Bonn, Deutschland, 2000
- COP-5: Genf, Schweiz, 2001
- COP-6: Havana, Kuba, 2003
- COP-7: Nairobi, Kenia, 2005
- COP-8: Madrid, Spanien, 2007
- COP-9: Buenos Aires, Argentinien, 2009
- COP-10: Changwon, Südkorea, 2011
- COP-11: Windhoek, Namibia, 2013
- COP-12: Ankara, Türkei, 2015
- COP-13: Ordos, VR China, 2017 (6.-16.9.)
- COP-14: Neu-Delhi, Indien, 2019 (2.-13.9)
- COP-15: Abidjan, Elfenbeinküste, 2022 (9.-20.5.)
- COP-16: Riad, Saudi-Arabien, 2024 (2.-13.12.)

### Konferenzen des Komitees für die Überprüfung der Umsetzung der Konvention
- CRIC-1: Rom, Italien, 2002
- CRIC-2: Havanna, Kuba, 2003
- CRIC-3: Bonn, Deutschland, 2004
- CRIC-4: Nairobi, Kenia, 2005
- CRIC-5: Buenos Aires, Argentinien 2007
- CRIC-6: Madrid, Spanien, 2007
- CRIC-7: Istanbul, Türkei, 2008
- CRIC-8: Buenos Aires, Argentinien 2009
- CRIC-9: Bonn, Deutschland, 2011
- CRIC-10: Changwon, Südkorea, 2011
- CRIC-11: Bonn, Deutschland, 2013
- CRIC-12: Windhoek, Namibia, 2013
- CRIC-13: Bonn, Deutschland, 2015
- CRIC-14: Ankara, Türkei, 2015
- CRIC-15: Nairobi, Kenia, 2016
- CRIC-16: Ordos, VR China, 2017
- CRIC-17: Georgetown, Guyana, 2019
- CRIC-18: Neu-Delhi, Indien, 2019
- CRIC-19: Bonn, Deutschland, 2021
- CRIC-20: Abidjan, Côte d’Ivoire, 2022
- CRIC-21: Samarkand, Usbekistan, 2023
- CRIC-22: Riad, Saudi-Arabien, 2024

## Finanzierung
Zur Finanzierung tragen aller Mitgliedsstaaten gemäß ihrer finanziellen Leistungskraft bei. Darüber hinaus kann jeder Vertragsstaat die Arbeit der UNCCD mit freiwilligen Beiträgen unterstützen. Schließlich zahlt die Bundesrepublik Deutschland als Sitzstaat der Konvention einen zusätzlichen finanziellen Beitrag.

## Projekte
2006 war anlässlich des zehnjährigen Jubiläums des Inkrafttretens der UNCCD ein Internationales Jahr der Wüsten und Wüstenbildung.
Jedes Jahr wird am 17. Juni der Welttag der Wüstenbekämpfung (World Day to Combat Desertification) begangen.